# 羅倫斯·維哥奧
羅倫斯·維哥奧（英語：Lawrence Vigouroux，1993年1月19日—）是英格蘭的職業足球運動員，司職守門員，現效力於英冠俱乐部斯旺西。
2015年9月28日，維哥奧被提早租借完結回到利物浦，原因是訓練時遲到被罰50英磅，以硬幣支付罰款。

## 外部連結
- 足球数据库：Lawrence Vigouroux的球员统计数据